# Wolds de Yorkshire
Los Wolds de Yorkshire son una serie de colinas de baja altura en los condados de Yorkshire del Este y Yorkshire del Norte en el noreste de Inglaterra. También se denomina así al distrito en el cual se encuentran las colinas.
Sobre el costado oeste de los Wolds los mismos se elevan en un escarpe el cual cae abruptamente al Vale of York. El punto más elevado del escarpe es Bishop Wilton Wold (también llamado Garrowby Hill), el cual se encuentra a 246 m s. n. m. (metros sobre el nivel del mar). Hacia el norte, cruzando el Vale of Pickering, se encuentra el North York Moors, y hacia el este las colinas se suavizan hasta confundirse con la planicie de Holderness.
La población más grande en los Wolds es Driffield, otras localidades son Pocklington, Thixendale y Kilham, que fue la antigua capital de los Wolds.

## Geología e historia natural
Las colinas están formadas de tiza, y forman un arco desde el estuario Humber al oeste de Kingston upon Hull hasta la costa del mar del Norte entre Bridlington y Scarborough. Aquí se elevan hasta formar acantilados, entre los que se destacan los de Flamborough, Bempton Cliffs y Filey; Flamborough Headland ha sido designado como una zona especial por su singular belleza. En la otra orilla del Humber, las formaciones de tiza continúan en los wolds de Lincolnshire; de hecho, se puede visualizar como el Humber parte a una sola formación geológica. El puente del Humber fue construido en esta zona a causa de la estabilidad geológica del terreno.
La mayoría de la zona es una planicie elevada con suaves ondulaciones, la cual se encuentra cortada por varios valles glaciares de laterales abruptos y fondos planos de origen glaciar. La formación de tiza de las colinas le otorga al conjunto muy buen drenaje, por lo cual muchos de estos valles son secos; en efecto, hay muy poca agua en la superficie de los Wolds. En general es difícil detectar los valles desde arriba, ya que la impresión visual es que el terreno es mucho más plano de lo que es realmente. Esta topografía, ha llevado a desarrollar un sistema de gestión, en el cual el ganado (principalmente ovejas y vacas) pastorean en los valles, y las colinas se utilizan para la agricultura.

## Historia y arqueología
La zona de los Wolds es rica en restos arqueológicos. Existe una profusión de sitios neolíticos, de la Edad del Bronce y romano-británicos a lo largo y a lo ancho de los Wolds de Yorkshire.
La disponibilidad de suelos fértiles con tiza, buenas pasturas y bosques poco densos junto con la existencia de rocas apropiadas para fabricar herramientas convirtió a esta región en una zona atractiva para los primitivos pobladores neolíticos.
Junto con Wessex y Orkney, los wolds de Yorkshire es una zona clave para estudiar el desarrollo del período Neolítico en las islas británicas, ya que fue un muy importante centro de asentamientos. Parecería que la preferencia fue por asentamientos basados en granjas aisladas, sin embargo solo se han podido ubicar unas pocas granjas con absoluta certeza y la mayoría de la evidencia proviene de sitios funerarrios y monumentos rituales. Excavaciones recientes de túmulos en Fordon en Willerby Wold y en Kilham han sido fechadas mediante carbono arrojando una antigüedad que se remonta al 3700 a. C. Un túmulo circular muy destacado de este período es el monumental Duggleby Howe, en el extremo oeste del Gran Valle de Wolds, el cual fuera excavado parcialmente en 1890 por J.R. Mortimer. Un monumento tipo henge del Neolítico ha sido identificado en Maidens Grave Rudston y el Monolito Rudston también se ha identificado como de este período. Un gran complejo ritual neolítico se encuentra cerca del extremo este del Great Wold Valley, sus principales elementos son cuatro grandes monumentos cursus y un henge.
En los wolds de Yorkshire existen más de 1400 túmulos circulares de la Edad del Bronce, cada uno incluyendo uno o dos tumbas con objetos funerarios. Los mismos se encuentran o bien aislados o más frecuentemente, agrupados formando cementerios. Muchos de estos sitios, aunque sus dimensiones se han reducido en parte a causa de las actividades agrícolas, todavía constituyen prominentes elementos del paisaje actual.
Los romanos llegaron a esta región en el año 71. A partir de una base en Brough en la ribera norte del Humber desarrollaron una red de caminos con un ramal hacia York y otra a  Malton, ambos cruzando la zona de los Wolds. Inicialmente los asentamientos de los parisii nativos casi no fueron perturbados por los ocupantes romanos, pero al cabo de los años los mismos fueron romanizados, adoptando elementos de la cultura romana. Existen sitios de casonas en los Wolds en Rudston, Harpham, Brantingham, Welton y Wharram-le-Street.
En el Wold de Walkington, cerca de la población de Walkington en la zona sur de los Wolds, se encuentra un cementerio de ejecuciones  anglo-sajón, el único que se conoce en el norte de Inglaterra.